# Johannes V. von Wirsberg
Johannes V. von Wirsberg war Abt des Klosters Waldsassen von 1363 bis 1371.
Johannes V. von Wirsberg war der einzig bekannte adelige Abt des Klosters Waldsassen. Die Familie von Wirsberg war im fränkisch-böhmischen Grenzraum begütert.